# Jessica Zucman-Rossi
Pour les articles homonymes, voir Zucman.
Jessica Zucman-Rossi est une médecin et chercheuse française, experte en génomique des tumeurs du foie. Elle est récipiendaire du prix de la recherche de l'Inserm de 2012 et du Prix Coups d'élan pour la recherche française de la Fondation Bettencourt Schueller en 2016.

## Biographie
Elle est la fille du médecin Élisabeth Zucman. Elle interprète le rôle de Rosette Goldstern dans Le Dernier Métro (1980). Dans les années 1980, elle fait des études de médecine en se spécialisant dans la cancérologie. Elle fait son internat en 1987. En parallèle de ses études de médecine, elle fait un DEA intitulé Bases fondamentales de l’oncogenèse. Durant 5 ans, elle mène donc de front son internat et sa thèse et obtient en 1994 ces deux doctorats, en médecine et en cancérogénèse.
En 1996, elle intègre ensuite l'INSERM en tant que chargée de recherche pour y poursuivre ses recherches mais les oriente sur le foie.
Au début des années 2000, son équipe et elle repèrent des mutations génétiques prédisposant au développement de tumeurs du foie. En 2004, elle devient directrice de recherche. En 2007, elle devient directrice de l’unité de recherche INSERM 674 puis 1162.
À partir de 2009, elle devient en plus Professeur des universités-praticien hospitalier (PU-PH) d’oncologie à l'Assistance publique - Hôpitaux de Paris (AP-HP) et plus particulièrement à l'Hôpital européen Georges-Pompidou.
En 2015, elle préside la Commission scientifique spécialisée de l’Inserm Génétique, épigénétique et cancérologie.

## Distinctions et récompenses
- Prix Recherche de l'Inserm (2012)[2]
- Prix Coup d’Élan pour la recherche française de la Fondation Bettencourt Schueller (2016)[3]
- Chevalier de la Légion d'honneur (2017)